# تارمست (أحد بوموسى)
تارمست هي إحدى مشيخات المملكة المغربية، تتبع جغرافيا لإقليم الفقيه بن صالح وإداريًا لأحد بوموسى. يقدر عدد سكانها بـ 5110 نسمة حسب الإحصاء الرسمي للسكان والسكنى لسنة 2004.